# رضاقلی اللهیاری
رضاقلی اللهیاری (متولد ۱۳۳۸ در ممسنی) نماینده ممسنی در دوره چهارم مجلس شورای اسلامی بود.